# Adedire Mebude
Adedire Emmanuel Awokoya-Mebude (Londres, Inglaterra, 28 de mayo de 2004) es un futbolista británico que juega de delantero en el K. V. C. Westerlo de la Primera División de Bélgica.

## Trayectoria
Se unió al equipo escocés Rangers F. C. a la edad de diez años, progresando en la academia antes de rechazar la oferta de un contrato a la edad de dieciséis años. En septiembre de 2020 se unió a la academia del Manchester City F. C. Firmó su primer contrato profesional con el Manchester City en julio del 2021.
En agosto de 2022 las conversaciones sobre la renovación del contrato entre Mebude y Manchester City supuestamente se estancaron, y el equipo de la Premier League Tottenham Hotspur F. C. vinculó con un movimiento para el jugador, así como el PSV Eindhoven y el Club Brujas.

## Selección nacional
Ha representado a Escocia a nivel internacional juvenil y sub-21. También es elegible para representar a Inglaterra y Nigeria.

## Estilo de juego
Descrito por el Manchester City como un "delantero hábil con un ritmo vertiginoso", es conocido por su capacidad goleadora y fue nombrado jugador de la academia del año en la temporada 2021-22.

## Vida personal
Es hermano del también futbolista profesional Dapo Mebude.

## Estadísticas

### Clubes
Actualizado al último partido disputado el 1 de noviembre de 2024.
| Club                          | Div.          | Temporada     | Liga  | Liga  | Liga   | Copas nacionales | Copas nacionales | Copas nacionales | Copas internacionales | Copas internacionales | Copas internacionales | Total | Total | Total  |
| Club                          | Div.          | Temporada     | Part. | Goles | Asist. | Part.            | Goles            | Asist.           | Part.                 | Goles                 | Asist.                | Part. | Goles | Asist. |
| ----------------------------- | ------------- | ------------- | ----- | ----- | ------ | ---------------- | ---------------- | ---------------- | --------------------- | --------------------- | --------------------- | ----- | ----- | ------ |
| K. V. C. Westerlo · Bélgica   | 1.ª           | 2023-24       | 3     | 0     | 0      | 0                | 0                | 0                | —                     | —                     | —                     | 3     | 0     | 0      |
| Bristol City F. C. Inglaterra | 2.ª           | 2023-24       | 3     | 0     | 0      | —                | —                | —                | —                     | —                     | —                     | 3     | 0     | 0      |
| Bristol City F. C. Inglaterra | Total club    | Total club    | 3     | 0     | 0      | 0                | 0                | 0                | 0                     | 0                     | 0                     | 3     | 0     | 0      |
| K. V. C. Westerlo · Bélgica   | 1.ª           | 2024-25       | 11    | 2     | 1      | 1                | 0                | 0                | —                     | —                     | —                     | 12    | 2     | 1      |
| K. V. C. Westerlo · Bélgica   | Total club    | Total club    | 14    | 2     | 1      | 1                | 0                | 0                | 0                     | 0                     | 0                     | 15    | 2     | 1      |
| Total carrera                 | Total carrera | Total carrera | 17    | 2     | 1      | 1                | 0                | 0                | 0                     | 0                     | 0                     | 18    | 2     | 1      |